# Grotta Maona
Die Grotta Maona ist eine Tropfsteinhöhle etwa 1,5 km nördlich von Montecatini Terme in der Provinz Pistoia, Italien.  Sie wurde im Jahre 1860 bei Steinbrucharbeiten angefahren, die dann eingestellt wurden, um die Höhle zu erhalten.
Die Höhle liegt einige Meter westlich der Via Maona, der Straße von Montecatini Terme nach Vico und Montecatini Alto.  Sie ist etwa 200 m lang und bis zu 20 m tief.  Sie ist die einzige Höhle in Italien mit zwei unterirdischen Seen: der erste befindet sich kurz hinter dem Eingang, der zweite liegt am Ende eines Systems von Höhlengängen voller Stalaktiten und Stalagmiten.  Der Tropfsteinschmuck wurde allerdings besonders während des Zweiten Weltkriegs sehr in Mitleidenschaft gezogen, als die deutsche Wehrmacht die Höhle als Kühllager und Munitionsdepot benutzte.  Vom zweiten See kann man wieder zur Erdoberfläche gelangen, ohne denselben Weg zum Eingang zurückzugehen; die Grotta Maona soll die einzige Schauhöhle in Italien mit verschiedenem Ein- und Ausgang sein.  Die Temperatur in der Höhle beträgt konstant 15 Grad Celsius.
Die Höhle ist seit 1875 für die Öffentlichkeit zugänglich.  Sie  vom 1. April bis zum 15. Oktober vormittags und nachmittags für Besucher geöffnet.  Für Rollstuhlfahrer ist sie nur teilweise zugänglich.  Die Beleuchtung ist elektrisch.  Eine Führung (italienisch oder englisch) dauert etwa 20 Minuten.
Koordinaten: 43° 54′ 1″ N, 10° 46′ 36″ O